# Mega Andrea
Die Mega Andrea ist ein Fährschiff der französischen Reederei Corsica Ferries – Sardinia Ferries. Sie wurde als Wellamo von der ehemaligen Wärtsilä-Werft in Helsinki gebaut und 1986 in Dienst gestellt.

## Geschichte

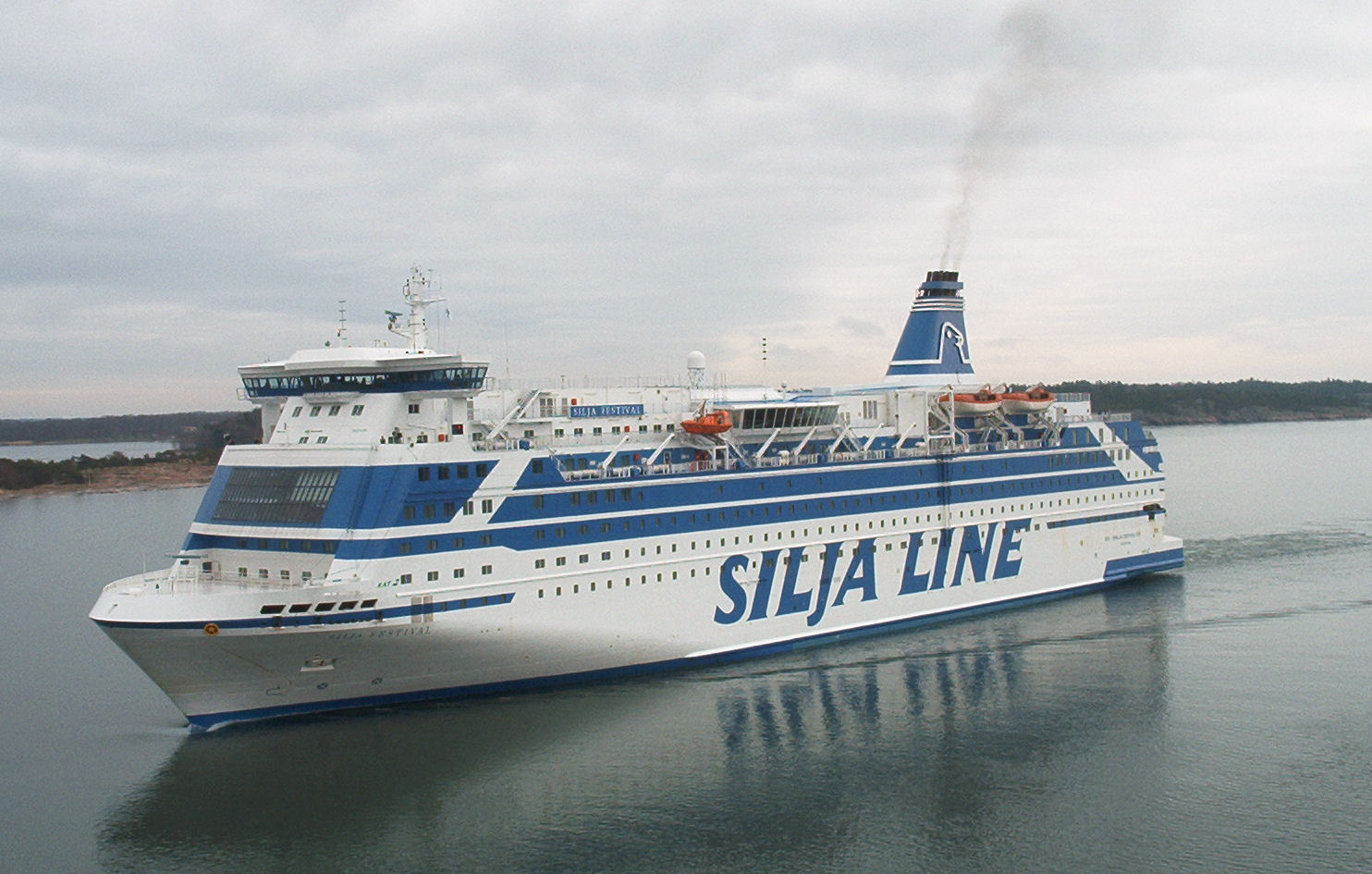
Als Silja Festival

### Einsatz bei Silja Line
Das Schiff wurde von 1984 bis 1985 unter dem Namen Wellamo von der damaligen Wärtsilä Werft in Helsinki, Finland gebaut und am 2. Januar 1986 an die damalige Effoa (heute Tallink Silja Oy, → siehe Silja Line) abgeliefert. Nach einem Umbau im Jahre 1992 bei der Lloyd-Werft in Bremerhaven wurde es in Silja Festival umgetauft. Nach einem kurzen Einsatz für Silja Line Euroway in der südlichen Ostsee zwischen Malmö, Kopenhagen und Lübeck in den Jahren 1993 und 1994, wurde das Schiff anschließend bis auf ein paar Ausnahmen hauptsächlich auf der Strecke Stockholm – Mariehamn – Turku (Åbo) betrieben.

### Einsatz bei Tallink
Nachdem im Juli 2006 die Silja Oy von Tallink übernommen worden war, ging auch die Silja Festival an Tallink über. Ab 2008 wurde das Schiff, das mit der Eisklasse 1A Super klassifiziert ist, von Tallink ab 2. August 2008 auf der Route Stockholm–Riga eingesetzt, behielt aber trotz einer neuen Lackierung in den Tallink-Farben den bisherigen Namen Silja Festival. Am 5. April 2013 gab Tallink den Kauf der Viking-Line-Fähre Isabella bekannt, welche unter dem Namen Isabelle die Silja Festival auf der Route Stockholm-Riga mit einer höheren Personen- und Fahrzeugkapazität ersetzte. Ab dem 5. Mai 2013 war die Silja Festival in Riga aufgelegt.

### Hotelschiff in Vancouver
Von März 2014 bis April 2015 diente das Schiff 2015 in Vancouver als Hotel. Während dieser Zeit wurde das Schiff von Bridgemans Services Ltd. gechartert. Das Schiff sollte im April 2015 von Tallink an Bridgemans Services Ltd. verkauft werden. Der Vorvertrag wurde allerdings gekündigt.

### Einsatz bei Corsica Ferries - Sardinia Ferries
Die Silva Festival wurde schließlich an Medinvest SPA mit Übergabe im Juni 2015 verkauft. Am 10. Juni 2015 übernahm Corsica Ferries - Sardinia Ferries das Schiff und benannte es in Mega Andrea um. Nach einem Umbau in Genua wird das Schiff seit dem 17. Juli 2015 für die Reederei eingesetzt. Unter Corsica Ferries - Sardinia Ferries betreibt die Fähre verschiedene Routen zwischen dem italienischen oder französischen Festland und den Mittelmeerinseln Korsika oder Sardinien.

## Schwesterschiff
Die Mega Andrea hat ein Schwesterschiff, die als Svea gebaute Mega Smeralda, die ebenfalls im Mittelmeer eingesetzt wird.